# 骑士党
骑士党（英語：Cavalier）在英国内战、克伦威尔时期和斯图亚特复辟时期中由支持议会一方的圆颅党指代支持国王查理一世的一方的说法，带有贬义，后来被保王党自己所采用。尽管它最初指的是政治和社会态度和行为，其中服装只是很小的一部分，但后来在当时的王宫流行服装中得到了强烈认可。查理一世的骑兵指挥官，普法尔茨的鲁普雷希特亲王通常被认为是骑士党的原型骑士。1678年，托利党继承了该群体。